# Nara Leão
Nara Lofego Leão (Vitória, 19 gennaio 1942 – Rio de Janeiro, 7 giugno 1989) è stata una cantante e chitarrista brasiliana.
È stata definita “la musa della bossa nova”.

## Biografia

### Gli inizi
Secondogenita di una famiglia medio borghese, Nara Leão nacque dall'avvocato Jairo Leão e da Altina Lofego Leão, insegnante. Dalla terra di nascita, lo Stato brasiliano dell'Espírito Santo, a due anni si trasferì con la famiglia a Rio de Janeiro; all’età di dodici anni, Nara Leão ricevette in regalo dal padre una chitarra e cominciò a seguire le lezioni dello strumento impartite da Patrício Teixeira, che era stato membro degli Oito Batutas guidati da Pixinguinha. Durante lo studio dello strumento si avvicinò a Roberto Menescal che la introdusse al jazz, e nel 1956 si diplomò all'accademia di chitarra nella quale il musicista e Carlos Lyra insegnavano; nel frattempo aveva cominciato a frequentare la casa del compositore Breno Ferreira, intervenendo insieme a Menescal – con cui aveva intrapreso una relazione sentimentale – a riunioni musicali che vedevano partecipare anche Edinho, Paulo Gilvan, Joãozinho e il Trio Irakitan.
Nel 1957 la sua nuova casa di Avenida Atlântica, a Copacabana, divenne il centro di raccolta della nuova leva di musicisti che in quegli incontri forgiarono il nuovo sound, la bossa nova. Peraltro l’appartamento di Nara, nel Palacio Avenue des Champs-Élysées, era diventato il quartier generale della bossa nova, ma non quella di Jobim o João Gilberto, che raramente si recavano in quel luogo (anche Vinicius ci sarebbe andato per la prima volta solo nel 1963), bensì la bossa del gruppo degli amici di Ronaldo.
Abbandonati gli studi liceali nel 1958 anche a seguito di un'epatite che la tenne lontana da scuola per qualche mese, lavorò come giornalista per il supplemento Tablòide UH del giornale Última Hora. Dopo un'apparizione al I Festival de Samba Session il 22 settembre 1959, il debutto avvenne il successivo 13 novembre nello spettacolo Segundo comando da operação bossa nova, nel quale cantò le canzoni Se é tarde me perdoa e Fim de noite. Il 1959 è anche l'anno in cui iniziò una relazione fra la Leão e Ronaldo Bôscoli. Nei primissimi anni sessanta Nara Leão alternò il coinvolgimento nella bossa nova a impegni nel campo artistico, e pose fine alla relazione con Bôscoli iniziandone una nuova col regista Ruy Guerra.

### La carriera

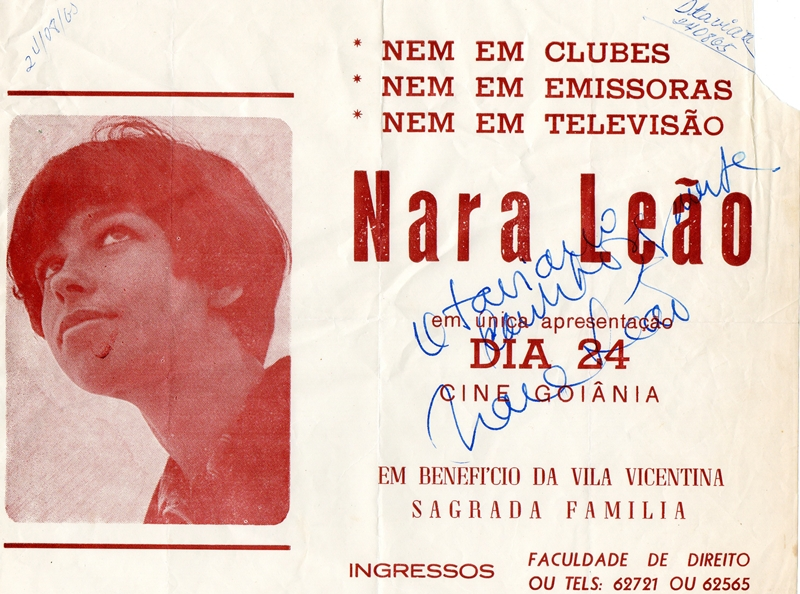
Poster di un concerto dell'artista

Il 1963 vide il suo esordio professionale nel mondo della musica, con il lavoro Pobre Menina Rica, di Vinícius de Moraes e Carlos Lyra. Incise inoltre due brani, É tão triste dizer adeus e Promessas de você, contenuti nel disco Depois do Carnaval. Nello stesso anno andò in tournée insieme a Sérgio Mendes toccando, oltre al Brasile, il Giappone e la Francia. In occasione del tour in patria, Nara Leão ebbe l'occasione di conoscere il mondo musicale di Baia, rappresentato da Caetano Veloso, Gilberto Gil, Gal Costa e Maria Bethânia. L'anno successivo la cantante incise il suo primo album da solista, intitolato Nara, e partecipò assieme a Zé Kéti e João do Vale a Opinião, uno dei primi spettacoli che si collocò in posizione critica nei confronti della dittatura militare. Incise anche Opinião de Nara, che vedeva anche brani di altri cantanti – fra questi Opinião e Acender as velas di Zé Kéti, Sina de caboclo di João do Vale e Chegança di Edu Lobo e Vianinha.

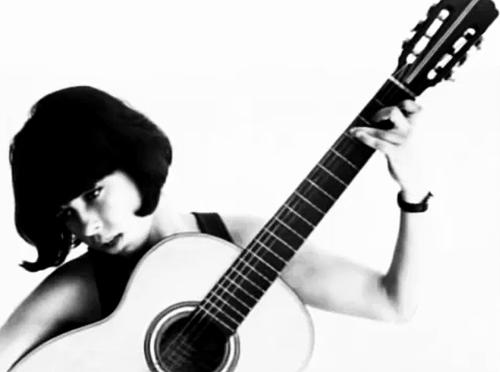
Nara Leão

Nonostante i precedenti culturali e musicali, Nara Leão si sfilò dal movimento della bossa nova criticandolo aspramente in una intervista ospitata dalla rivista Fatos & Fotos, e creando una frattura con i vecchi compagni che non esitarono a rispondere con risentimento. A metà degli anni sessanta fu lei a introdurre Chico Buarque con le due composizioni Pedro Pedrito e Olê, Olá, e inoltre intervenne nel programma TV O fino da bossa a fianco di Elis Regina e di Jair Rodrigues, a cui successivamente si aggregarono Chico Buarque, Gilberto Gil, Caetano Veloso, Edu Lobo, Tom Jobim, Vinicius de Moraes e Ivan Lins. Nel 1966 la Leão incise la canzone A banda di Barque e nello stesso anno rilasciò una corrosiva intervista al Diário de Notícias denunciando l’incompetenza e l’inutilità dei militari; per le sue dichiarazioni diventò un elemento considerato pericoloso per il regime che in un primo momento pensò di applicare misure restrittive nei suoi confronti, ma ne fu dissuaso dalle forti reazioni degli intellettuali brasiliani, schierati a fianco dell’artista.
Nel 1968 si unì al movimento Tropicalista, raggiungendo Veloso, Gil, Tom Zé, Gal Costa e Os Mutantes, e registrò un altro LP, decidendo di allontanarsi dagli spettacoli televisivi per dissidi con i produttori. In seguito si trasferì temporaneamente in Francia dove incise un altro album. Dopo aver registrato il disco successivo, Dez anos depois, ritornò in Patria partecipando al film diretto dal marito Cacá Diegues intitolato Quando o carnaval chegar che vedeva anche la presenza di Chico Buarque e Maria Bethânia. Poi abbandonò la musica concentrandosi negli studi accademici di psicologia. Ritornò in sala di registrazione a fine anni settanta per incidere Meus amigos são um barato, in cui appaiono fra gli altri Tom Jobim, Carlos Lyra, Edu Lobo, Chico Buarque, Caetano Veloso, Gilberto Gil, Roberto Menescal. La diagnosi di tumore cerebrale le fece raddoppiare gli sforzi, tanto da registrare undici LP fino al 1988. Dopo una breve tournée in Brasile morì il 7 giugno 1989.

## Omaggi
- Viene citata nella canzone Todas as mulheres do mundo di Rita Lee.

## Discografia

### Album
- 1964 - Nara
- 1964 - Opinião de Lara
- 1965 - O canto livre de Nara
- 1965 - Nara Leão - Edu Lobo - Tamba Trio - 5 Na Bossa
- 1966 - Nara pede passagem
- 1966 - Libertade, libertade
- 1966 - Manhã de libertade
- 1967 - Nara
- 1967 - Vento de maio
- 1968 - Nara Leão
- 1968 - Dulce Nunes
- 1969 - Coisas do mundo
- 1971 - Dez anos depois
- 1975 - A musa de bossa nova
- 1975 - Meu primeiro amor
- 1977 - Os meus amigos são um barato
- 1978 - ... E que tudo mais vá pro inferno
- 1980 - Com açúcar com afeto
- 1981 - Romance popular
- 1982 - Nasci para bailar
- 1983 - Meu samba encabulado
- 1984 - Abraços e beijinhos e carinhos sem ter fim...
- 1985 - Garota de Ipanema (CD)
- 1985 - Um cantinho um violão
- 1986 - Garota de Ipanema (LP)
- 1987 - Meus sonhos dourados
- 1989 - My Foolish Heart

### Singoli e EP
- 1964 - Opinião / Acender as velas
- 1965 - Carcará / Corisco
- 1966 - A Banda
- 1967 - Carolina / Cabra macho
- 1967 - La banda / Funeral de um lavrador
- 1967 - Quem te viu quem te ve (Mono e EP)
- 1975 - Encontros 33 dos maiores encontros da música popular brasileira
- ???? - Festival dos festivais
- ???? - A banda / Morena dos olhos d'agua / Ladainha / Funeral de lavrador
- ???? - Coisa do mundo, minha nega[10]